# سینه‌کبوتری
سینه‌کبوتری (انگلیسی: Pectus carinatum یا pigeon chest) به معنی برآمدگی مادرزادی غضروف‌های دنده و استخوان جناغ است به‌طوری که قفسه سینه به شکل برجسته درآید. این ناهنجاری برعکس سینه قیفی‌شکل است. بیمارانی که مبتلا به این بیماری هستند از انجام خدمت وظیفه عمومی معاف می‌شوند.

## کالبدشناسی
جناغ سینه، استخوانی پهن است که در قسمت قدامی فوقانی قفسه سینه قرار گرفته و دارای سه قسمت است:
دسته یا چنگال (Manobrium): پهن‌ترین و قوی‌ترین بخش جناغِ سینه‌است و به استخوان ترقوه، دنده اول و نصفی از دنده دوم، متصل می‌گردد.
تنه (Body): بلندترین بخش جناغ سینه بوده و از بالا به دسته متصل شده و زاویه‌ای به نام زاویه جناغی یا زاویه لوئیس که مقداری به جلو تحدب دارد را می‌سازد و کناره‌های طرفی دارای یک بریدگی ناقص در بالا و پایین و ۴ بریدگی کامل برای اتصال دنده‌ها است.
زاویه خنجری (xiphoid): زائده کوچک خنجر مانندی است که در انتهای جناغ سینه قرار دارد.

## بیماریزایی
در آن جناغ Sternum به‌طرف پیشین برآمدگی پیدا می‌کند. این ناهنجاری نسبت به سینه قیفی‌شکل Pectus Excavatum: PE شیوع خیلی کمتری دارد.
حالت سینه کبوتری به سه دسته تقسیم می‌شود:
1. سینه‌مرغی  Chondrogladiolar (به معنی غضروفی‌غده‌ای)[۲]
2. مخلوطی از کبوتری (کاریناتوم) و قیفی‌شکل (اکسکاواتوم)
3. سینه کبوتر دمنده  Chondromanubrial (به معنی غضروفی‌چنگالی)[۳]

سینه‌مرغی شایع‌ترین فرم سینه کبوتری است. در این فرم ثلث تحتانی جناغ به‌طرف قدام و به‌طور قرینه برآمدگی پیدا می‌کند.

## علت سینه‌کبوتری
علت این ناهنجاری به‌طور دقیق معلوم نیست؛ ولی دو نظریه وجود دارد:
- رشد زیادتر از حد ناحیهٔ غضروفی دنده‌ها
- جابه‌جایی قدامی جناغ.

## شیوع
ناهنجاری‌های سینه‌کبوتری شایع هستند؛ حدود ۱ از ۴۰۰ نفر اختلال پکتوس دارند.

## درمان
چون شکل ظاهری برای بیمار ناراحت‌کننده است، بنابراین بهتر است سینه کبوتری اصلاح شود. بهترین سن برای جراحی بین ۶ تا ۱۰ سالگی است.